# جيم كالدويل (كرة سلة)
جيم كالدويل (بالإنجليزية: Jim Caldwell)‏ مواليد 28 يناير 1943 في درم، هو لاعب كرة سلة أمريكي سابق. بدأ مسيرته الاحترافية في سنة 1965. تم اختياره من قبل فريق لوس أنجلوس ليكرز خلال الدرافت. بلغ طوله 6 قدم 10 بوصة (2.1 م). اعتزل اللعب في 1969. لعب مع نيويورك نيكس وبروكلين نتس.

## روابط خارجية
- جيم كالدويل على موقع إن بي أي (الإنجليزية)
- جيم كالدويل على موقع سبورتس رفرنس (الإنجليزية)
- جيم كالدويل على موقع كلية كرة السلة في سبورتس رفرنس.كوم (الإنجليزية)
- جيم كالدويل على موقع ريلجم (الإنجليزية)
- جيم كالدويل على موقع بروبوليرز (الإنجليزية)